# Henri Capitant
Henri Capitant (Grenoble, 15 settembre 1865 – Allinges, 21 settembre 1937) è stato un giurista francese.

## Biografia
Membro dell'Institut de France, si occupò di lessico della terminologia giuridica, di diritto civile e di diritto della proprietà intellettuale. 
È fondatore dell'Association Henri Capitant des amis de la culture juridique française ("Associazione Henri Capitant degli amici della cultura giuridica francese").
Fu il padre del politico gollista René Capitant.

## Opere
- Vocabulaire juridique, 1936, PUF, proseguito da Gérard Cornu, 2007.
- Henri Capitant, Ambroise Colin, Cours élémentaire de droit civil français, 1953, proseguito da Léon Julliot de La Morandière, Dalloz, 1953.